# Besser Reisen
Besser Reisen ist ein Reisemagazin des Österreichischen Rundfunks (ORF), welches jeden zweiten Samstag im Monat bis 2018 gegen 16:20 Uhr auf ORF III ausgestrahlt wurde.
Seit 2019 läuft Besser Reisen auf RTS dem Regional TV Salzburg und auf Krone TV Online.

## Inhalt
Im Magazin geht es um Reiseziele in aller Welt, Urlaubsziele in Österreich und Berichte von Reisemessen über aktuelle Urlaubstrends. Ausführender Produzent & Regisseur ist Dino Stelzl für die Wiener Filmproduktion G.E.U.S. TV. Seit 2020 ist die österreichische Pop-&-Rock-Sängerin „NIDDL“ Anita Ritzl nach ihrer Hochzeit mit Produzent Dino Stelzl fester Bestandteil der Redaktion und moderiert die Sendung.